# Чистяков Євген Михайлович
Євген Михайлович Чистяков (рос. Евгений Михайлович Чистяков; 12 лютого 1920, Углич — 25 березня 1960) — радянський льотчик-винищувач, Герой Радянського Союзу (1941).

## Біографія

Могила Євгена Чистякова в Мукачеві

Народився 12 лютого 1920 року в місті Угличі (нині Ярославської області) в родині робітника. Росіянин. Закінчив 7 класів школи і школу ФЗУ. Працював слюсарем на Ленінградському заводі імені С. М. Кірова.
У Червоній армії з 1937 року. У 1938 році закінчив Борисоглібську військово-авіаційну школу пілотів. Член ВКП(б) з 1941 року.
Учасник німецько-радянської війни з червня 1941 року. Заступник командира ескадрильї 92-го винищувального авіаційного полку (44-а винищувальна авіаційна дивізія, 6-а армія, Південно-Західний фронт) молодший лейтенант Євген Чистяков до листопада 1941 року здійснив 89 бойових вильотів на розвідку і штурмовку військ противника.
Указом Президії Верховної Ради СРСР від 20 листопада 1941 року за зразкове виконання бойових завдань командування на фронті боротьби з німецько-фашистськими загарбниками і проявлені при цьому мужність і героїзм, молодшому лейтенанту Євгену Михайловичу Чистякову присвоєне звання Героя Радянського Союзу з врученням ордена Леніна і медалі «Золота Зірка» (№ 678).
У 1943 році закінчив прискорений курс Військово-повітряної академії. Після війни льотчик продовжував службу в ВПС СРСР. Полковник Є. М. Чистяков командував авіаційною дивізією. Помер 25 березня 1960 року. Похований на міському цвинтарі міста Мукачевого.

## Нагороди
Нагороджений орденом Леніна, трьома орденами Червоного Прапора, орденами Олександра Невського, Вітчизняної війни 1-го ступеня, двома орденами Червоної Зірки, медалями «За взяття Відня», «За взяття Будапешта» і «За перемогу над Німеччиною у Великій Вітчизняній війні».